# Stephanopis scabra
Stephanopis scabra es una especie de araña del género Stephanopis, familia Thomisidae.

## Distribución
Se distribuye por Australia: Queensland, Nueva Gales del Sur y Tasmania.

## Taxonomía
Fue descrita por L. Koch en 1874.
Tratamiento taxonómico
La especie aparece registrada y publicada en L. Koch 1874a: 505, pl. 38, f. 5-6.